# Dorsal del Explorador

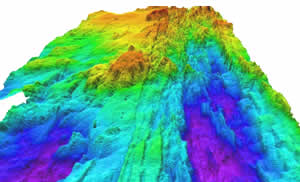
Imagen batimétrica que muestra la cresta del Sur de la dorsal del Explorador. Colores azules y púrpuras oscuros indican más profundidad.

La dorsal del Explorador es una dorsal oceánica, una frontera divergente de placas tectónicas situada a 241 km al oeste de la isla de Vancouver, Columbia Británica ( Canadá ).
Está en el extremo norte del eje del océano Pacífico. A su lado este está la placa del Explorador, la cual junto con la placa de Juan de Fuca y la placa de Gorda a su lado sur, es lo que queda de la antiguamente vasta placa de Farallón, la cual ha sufrido una subducción en su mayor parte bajo la placa norteamericana.
La dorsal del Explorador está constituida por un segmento mayor, toda la parte sur de la dorsal, y varios segmentos más pequeños. Se extiende hacia el norte desde el triple cruce de la Reina Charlotte, punto donde se juntan la falla de Nootka, la falla de Sovanco y la dorsal de Juan de Fuca.
- Datos: Q1002563
- Multimedia: Explorer Ridge / Q1002563